# El Vilar
El Vilar ist ein Dorf in der Parroquía Canillo in Andorra. Es zählte im Jahr 2024 7 Einwohner.
El Vilar liegt im Südwesten der Parroquía Canillo. Das Dorf liegt wenige Meter nördlich des Riu Valira d'Orient und der Straße CG-2. El Vilar ist etwa 1,6 Kilometer von dem Ort Canillo, sowie etwa 13 Kilometer von Andorra la Vella entfernt.